# 烏魯馬科市

烏魯馬科市（西班牙語：Municipio Urumaco），是委內瑞拉的一個市，位於該國西北部法爾孔州，首府設於烏魯馬科，面積752平方公里，2001年人口6,861，人口密度每平方公里9.12人。